# Sveri (Kurta)
Sveri (en georgiano: სვერი) o Ser (en osetio: Сер) es un pueblo que pertenece a la parcialmente reconocida República de Osetia del Sur, parte del distrito de Tsjinval, aunque de iure pertenece al municipio de Kurta de la región de Iberia Interior de Georgia.

## Geografía
Sveri se encuentra en el lado izquierdo del río Gran Liajvi, a 15 km de Tsjinvali. La aldea se administra desde el pueblo de Kemerti.  

## Historia
Según el calendario caucásico de 1910, Sveri pertenecía a la sección de Tsjinvali del uyezd de Gori en la gobernación de Tiflis, Imperio ruso.
De 1922 a 1990, formó parte del distrito de Tsjinval del óblast autónomo de Osetia del Sur. De 1990 a 2006, formó parte del raión de Kareli y, desde 2006, forma parte del municipio de Kurta. Durante la guerra de Osetia del Sur de 1991-1992, las autoridades georgianas lograron controlar el pueblo y los osetios huyeron del lugar. 
Medios de comunicación rusos y osetios informaron de bombardeos desde posiciones cercanas a la aldea de Sveri en dirección a la aldea de Andzisi a finales de julio y agosto de 2008.  Tras la guerra ruso-georgiana, el territorio de la aldea está bajo el control de las autoridades de la República de Osetia del Sur.

## Demografía
La evolución demográfica de Sveri entre 1907 y 2015 fue la siguiente:
| 150                                                      | 129 | 114 | 148 | 116 | 102 | 101 | 116 | 33 |
| (Fuente: Population of South Ossetia since Soviet times) |     |     |     |     |     |     |     |    |

Según el censo soviético de 1959, la mayoría de la población local eran osetios.  En los distintos censos, la composición étnica del pueblo era la siguiente:
|              | 1916      | 1916       | 1989      | 1989       | 2002      | 2002       |
| Grupo étnico | Población | Porcentaje | Población | Porcentaje | Población | Porcentaje |
| ------------ | --------- | ---------- | --------- | ---------- | --------- | ---------- |
| Georgianos   | 78        | 60%        | 60        | 60%        | 97        | 84%        |
| Osetios      | 51        | 40%        | 41        | 40%        | 19        | 16%        |
| Total        | 129       | 100%       | 101       | 100%       | 116       | 100%       |

## Infraestructura

### Arquitectura, monumentos y lugares de interés
Al principio del pueblo se encuentran las ruinas de una torre (siglos XVII-XVIII). En el pueblo se encuentra una pequeña iglesia de San Jorge, que se asemeja a un edificio residencial, y en las afueras del pueblo, la fortaleza de Sveri.